# Alestes ansorgii
Alestes ansorgii és una espècie de peix de la família dels alèstids i de l'ordre dels caraciformes.

## Morfologia
- Els mascles poden assolir 60 cm de longitud total.[4][5]

## Hàbitat
És un peix d'aigua dolça i de clima tropical.

## Distribució geogràfica
Es troba a Àfrica: conca del riu Congo, riu Cross (Nigèria), diverses conques costaneres del Camerun, riu Ogowe (Gabon), llac Tanganyika i rius Cuanza i Luculla a Angola.